# Vieux Carré (cocktail)
Pour les articles homonymes, voir Vieux Carré.
Le Vieux Carré est un cocktail alcoolisé à base de cognac, de whisky de seigle, de vermouth, de Bénédictine et de Bitters.

## Histoire
L'invention de la boisson remonte probablement à la fin des années 1930 et est attribuée à Walter Bergeron, qui travaillait à l'époque comme barman à l'hôtel Monteleone, où le Goody aurait également été préparé pour la première fois. Parfois, le Carousel Piano Bar and Lounge - qui est lui-même situé à l'hôtel Monteleone - serait également le lieu d'origine de la boisson. Toutefois, cette attribution est incorrecte, car le bar n'a ouvert qu'en 1949 et donc bien des années plus tard ; néanmoins, cette boisson est aujourd'hui la boisson emblématique du bar. En outre, le cocktail a été mentionné pour la première fois dès 1937 dans Famous New Orleans Drinks de Stanley Clisby Arthur.
L'ouvrage contient également des informations sur les origines du nom du cocktail et une confirmation de l'attribution :

« C'est le cocktail que Walter Bergeron, barman en chef du bar à cocktails de l'hôtel Monteleone, est particulièrement fier de mixer. Il l'a créé, dit-il, pour faire honneur au célèbre Vieux Carré, cette partie de la Nouvelle-Orléans où les boutiques d'antiquités et les balcons en dentelle de fer donnent aux touristes un aperçu des jours romantiques du temps jadis. »

— Stanley Clisby Arthur
Le Vieux Carré doit son nom au quartier de La Nouvelle-Orléans du même nom, qui est non seulement révélateur des racines françaises de la ville, mais aussi son plus ancien quartier.

## Préparation et variations
La recette originale de 1937 prévoit des parts égales de whisky de seigle, de cognac et de vermouth italien, plus une demi-cuillère à café de Bénédictine et un trait de Peychaud's Bitters et d'Angostura Bitters.